# 1538
1538 (MDXXXVIII) je bilo navadno leto, ki se je po julijanskem koledarju začelo na torek.

## Dogodki
- nemške katoliške kneževine ustanovijo Nürnberško zvezo

## Rojstva
- 25. marec - Christopher Clavius, nemški matematik, astronom († 1612)

## Smrti
- Agostino Nifo, italijanski filozof (* 1473)